# Gourami miel
Trichogaster chuna
Espèce
Synonymes
- Colisa chuna[1]
- Colisa sota (Hamilton, 1822)[1]
- Polyacanthus sota (Hamilton, 1822)[1]
- Trichopodus chuna Hamilton, 1822[1]
- Trichopodus sota Hamilton, 1822[2] [1]

Statut de conservation UICN

 LC  : Préoccupation mineure
Le Gourami miel (Trichogaster chuna) est un poisson d'eau douce originaire d'Asie que l'on élève aussi comme poisson d'aquarium. C'est un poisson très calme, dénué d'agressivité, dont le mâle est très coloré.

## Description et mode de vie

### Morphologie
L'espèce présente un dimorphisme sexuel important. Il est très facile de différencier les sexes : les mâles sont jaune-orange vif, avec la nageoire dorsale jaune vif et le dessous du ventre noir velouté, orange et bleu sur le cou, alors que les femelles sont presque uniformément brun clair. Ce gourami mesure 5 cm de longueur environ.

### Reproduction
Cette espèce est ovipare.
Le mâle construit un nid de feuilles flottantes puis il frétille devant la femelle, le museau vers la surface. Il finit par l'enlacer sous le nid pour l'aider à pondre les œufs dont il s'occupe ensuite jusqu'à la naissance des alevins.
Les jeunes mangent des nourritures microscopiques.
Ils vivent deux à trois ans.

### Habitat naturel
L'espèce est originaire du Bangladesh et de l'Assam. Elle aime les eaux douces où il n'y a pas de courant.

## Maintenance en captivité
| Origine         | Bangladesh, Assam | Eau           | Eau douce           |
| Dureté de l'eau | 5 à 15 °GH        | pH            | 6,0 à 7,5           |
| Température     | 22 à 28 °C        | Volume mini.  | 50 l pour un couple |
| Alimentation    |                   | Taille adulte | env. 5 cm           |
| Reproduction    | Ovipare           | Zone occupée  | Milieu-haut         |
| Sociabilité     | Paisible          | Difficulté    | Moyen               |

Ce petit poisson se rencontre assez souvent en aquariophilie, mais reste beaucoup moins populaire que d'autres espèces, probablement à cause de la couleur terne des juvéniles proposés à la vente et des femelles. Mais si le groupe contient des mâles, après quelques mois de patience, on est en présence d'un des poissons d'eau douce les plus colorés.
Il n'aime pas le courant, mais aime bien les plantes de surface (Riccia fluitans), qui lui permettent de faire son nid. Il faut un bac de 60 litres minimum pour un couple (pour que la femelle puisse se cacher). Il cohabite facilement avec toutes les espèces calmes non prédatrices et n'est pas susceptible face à la CPO.

### Élevage
Il mange toutes sortes de nourritures vivantes de petite taille (le mieux est de lui donner des vers de vase rouges), des flocons et nourritures sèches. Le strict minimum est de lui donner des flocons/granulés qui, peu importe les compléments ajoutés, devra tout de même constituer son régime alimentaire.
La ponte est assez facile à obtenir dans un petit aquarium isolé avec des plantes de surface. Il convient de retirer la femelle quelques heures après la ponte et le mâle pas plus de 2 jours après la ponte, une fois qu'il se sera occupé des œufs, afin qu'il ne risque pas de manger les alevins. Sa reproduction est semblable à son cousin, le Combattant du Siam (Betta splendens), de la même famille.